# 人民議会 (チュニジア)
人民議会（じんみんぎかい、アラビア語: مجلس نواب الشعب, Majlis Nuwwāb ash-Sha‘b、フランス語: Assemblée des représentants du peuple）は、チュニジアの立法府である。

## 概要
一院制、定数217、任期5年。
政党名簿比例代表で選出される。カイス・サイード大統領は議会議員が国家の安全を損なう陰謀を企てたとして、議会解散を含む大統領令が発出した。そのため、議会は2022年3月30日から1年間は機能していなかった。1年間停止されていた議会は2023年3月に総選挙が行われたが、国民の投票は制限されている。